# 中国画学会
中国画学会是中华人民共和国中国画研究者组成的全国性社会团体，是中华人民共和国文化和旅游部主管的社会团体，2011年7月26日在北京市成立。